# Sojuz TMA-5

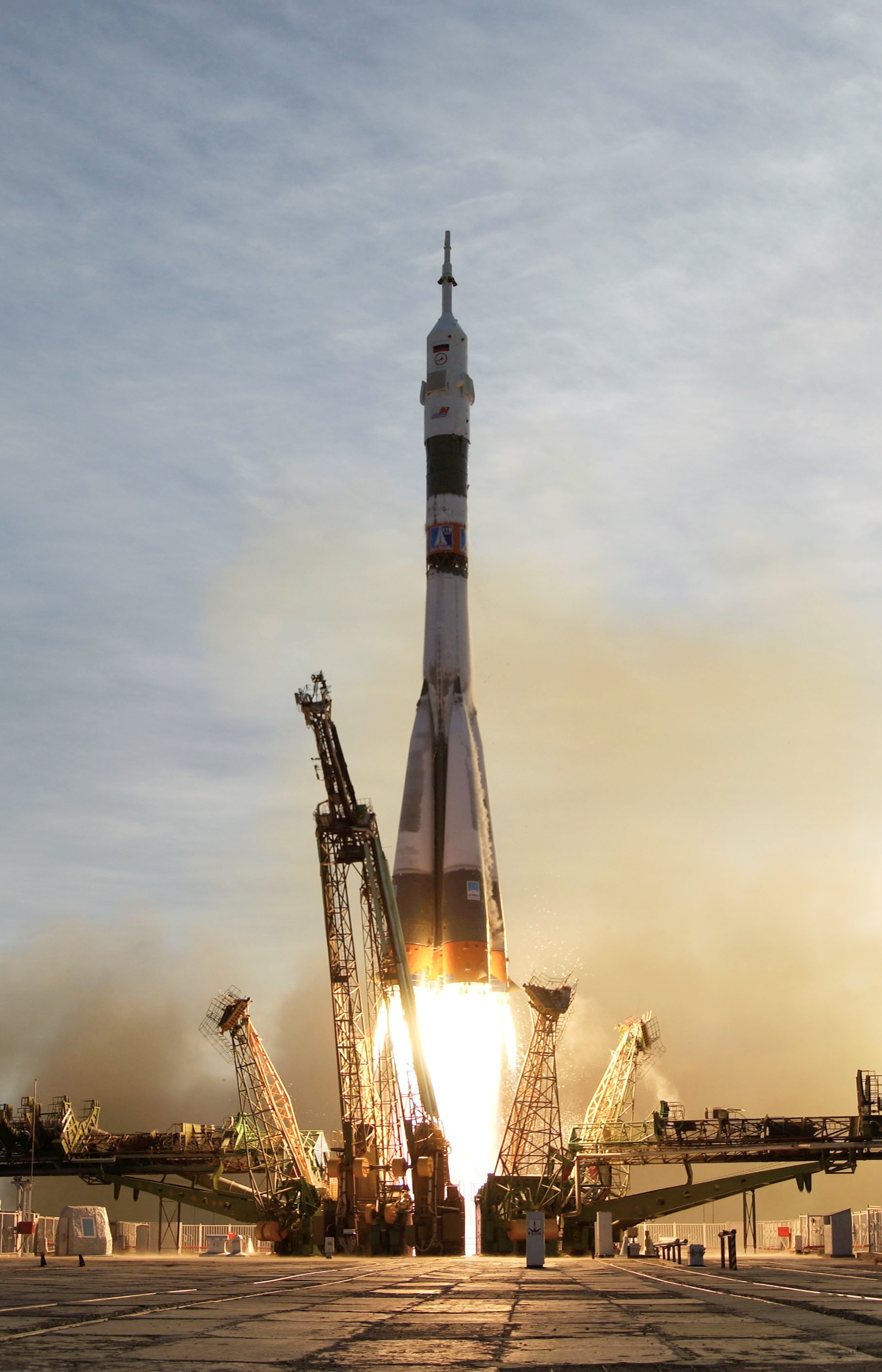
Start misji Sojuz TMA-5

Sojuz TMA-5 - misja kapsuły kosmicznej Sojuz, stanowiąca dwudziestą piątą załogową wizytę na pokładzie Międzynarodowej Stacji Kosmicznej. 
Saliżan Szaripow i Leroy Chiao zastąpili na pokładzie stacji załogę dziewiątą, w składzie Giennadij Padałka i Edward Fincke.
Start planowano na 9 października, lecz przesunięto go z powodu awarii podczas testów przed startem. Nieumyślnie odpalono jeden z niewielkich ładunków wybuchowych na pokładzie kapsuły. Uszkodzenia naprawiono przed startem pojazdu. 
Manewr dokowania przeprowadzono ręcznie, gdyż komputer pokładowy zbliżał się do stacji zbyt szybko. Również odłączenie od stacji przeprowadzono ręcznie, aby oszczędzać moc uszkodzonej baterii. 
Po 193 dniach spędzonych na pokładzie stacji załoga bezproblemowo wylądowała w Kazachstanie, zabierając ze sobą Włocha Vittoriego, który na stację poleciał z następną załogą na pokładzie kapsuły Sojuz TMA-6.